# Quo vadis
Quo vadis, Domine? (hrvatski: „Kamo ideš, Gospodine?”) pitanje je koje je prema apokrifima, Sveti Petar postavio Kristu kada je za doba progona kršćana bježao iz Rima,  srevši ga na Viji Apiji. 
Na to mu je Krist odgovorio: Eo Romam iterum crucifigi („Idem u Rim da ponovo budem razapet na križu”). To je svetog Petra potaknulo na povratak u Rim, gdje je nakon mučenja preminuo. Na tom mjestu podignuta je crkva Quo vadis.
Danas to pitanje postavljamo kada želimo upozoriti nekoga da je izabrao pogrešan put kojim je pošao.